# 本特利山

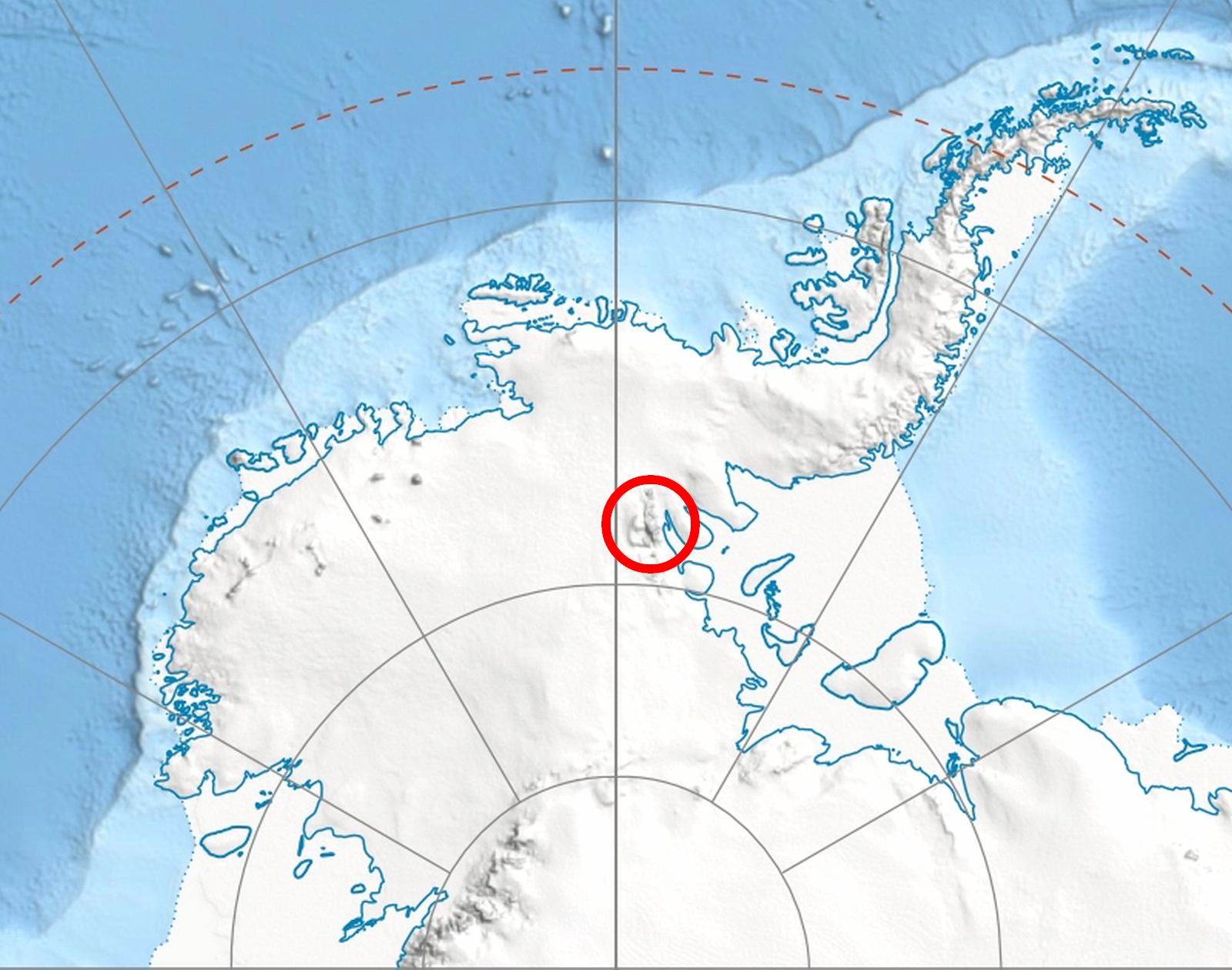

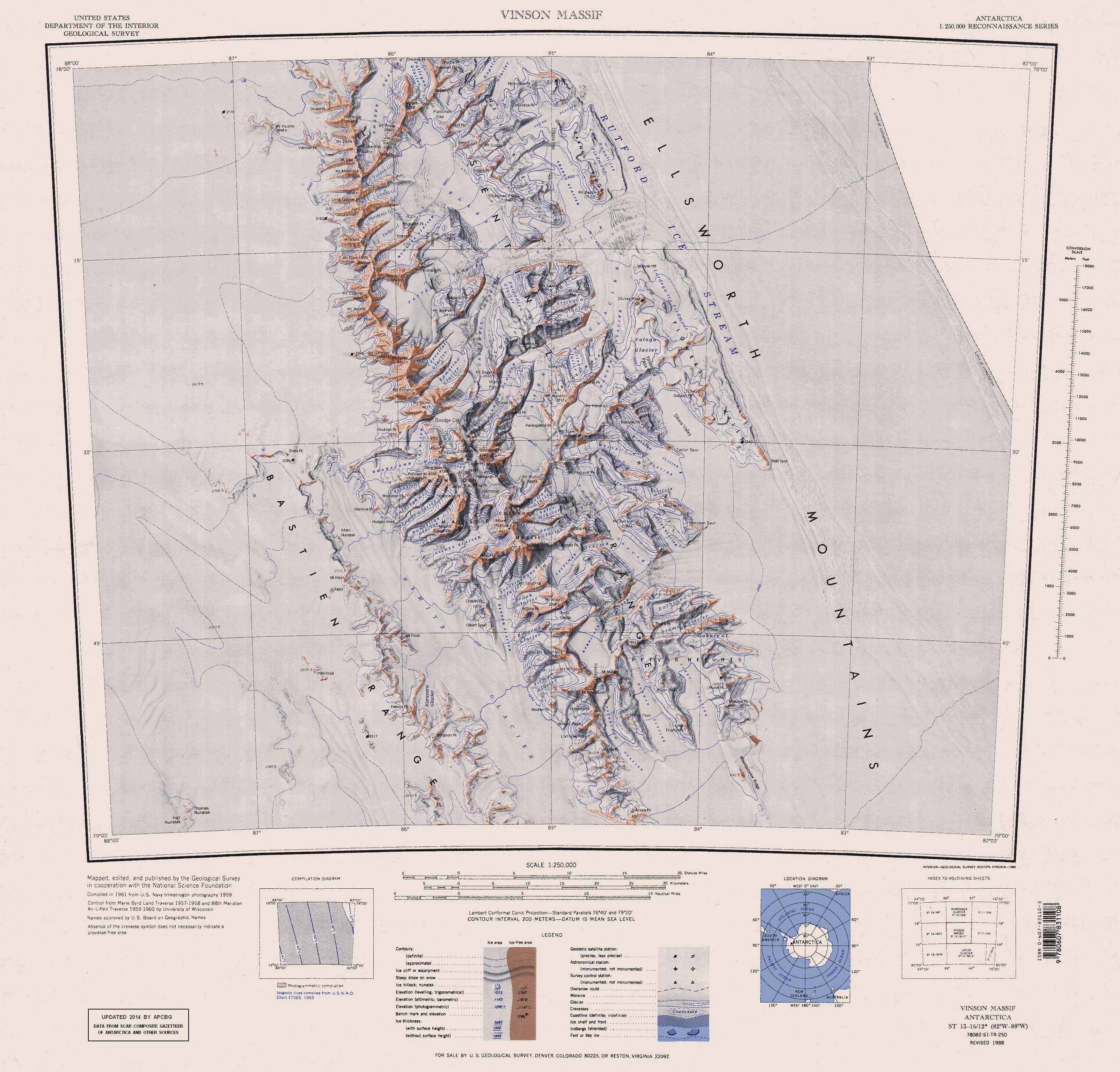

本特利山（英語：Mount Bentley），是南極洲的山峰，位於埃爾斯沃思地，處於安德森山以北3.7公里，海拔高度4,245米，由美國探險隊發現，現時由南極條約體系管理。